# Mari-Ann Krantz
Britt Mari-Ann Krantz, född 16 juli 1948, var ordförande för fackförbundet Unionen från dess bildande 1 januari 2008. 
Krantz genomgick folkskola (sjuårig) och reallinjen på Alingsås högre allmänna läroverk. Hon vidareutbildade sig på högskola inom personalutveckling. Hon har haft många fackliga uppdrag, internationellt och nationellt, till exempel Internationella Metallarbetarfederationen, Unionen och Svenska Industritjänstemannaförbundet. Krantz har i samhällsdebatten framhållit att både arbetsgivarsidan och arbetstagarsidan har ett ansvar för samhällsutvecklingen.
I april 2008 meddelade hon att hon inte ställer upp för omval vid Unionens kongress i oktober 2008. Tidigare var hon ordförande för fackförbundet Sif 1996-2007, och ledde sammanslagningen av Sif och Tjänstemannaförbundet HTF som bildade Unionen vid årsskiftet 2007/2008.
Hon är bosatt i Alingsås.